# Zeta del Serpentari
Zeta del Serpentari (ζ Ophiuchi) és una estrella localitzada a la constel·lació del Serpentari. És la tercera més brillant de la constel·lació, darrere d'Alfa del Serpentari (α Ophiuchi) i Eta del Serpentari (η Ophiuchi). Tot i tenir una magnitud aparent de +2,54 no té nom propi, encara que el nom de Han (韓) s'utilitzà a la Xina.